# Shaw (Gran Mánchester)
Shaw es una localidad situada en el municipio metropolitano de Oldham, Gran Mánchester, Inglaterra. Según el censo de 2011, tiene una población de 18 815 habitantes.
Es parte de la parroquia civil de Shaw y Crompton.
Está ubicada al sur de la región Noroeste de Inglaterra, cerca de la frontera con las regiones de Yorkshire y Humber y Midlands del Este, y de la ciudad de Mánchester —la capital del condado—.